# Compigny
Compigny är en kommun i departementet Yonne i regionen Bourgogne-Franche-Comté i norra Frankrike. Kommunen ligger i kantonen Sergines som tillhör arrondissementet Sens. År 2022 hade Compigny 182 invånare.

## Befolkningsutveckling
Antalet invånare i kommunen Compigny
| Referens: INSEE |